# Andrzej Ostrowski (komentator)
Andrzej Ostrowski (ur. 4 stycznia 1949 w Kłodzku) – doktor nauk humanistycznych, dziennikarz, medioznawca, sprawozdawca i komentator sportowy, adiunkt w Instytucie Dziennikarstwa i Komunikacji Społecznej Dolnośląskiej Szkoły Wyższej, gdzie jest kierownikiem Zakładu Dziennikarstwa i PR.

## Życiorys
Urodzony we Wrocławiu, uczęszczał tu do szkoły podstawowej, następnie do V Liceum Ogólnokształcącego.
Od najmłodszych lat interesował się sportem, grał w drużynie juniorów WKS "Śląsk" Wrocław.
Jest absolwentem filologii polskiej Uniwersytetu Wrocławskiego. Zaraz po studiach zaczął pracować w prasie, a trzy lata później w Polskim Radiu Wrocław oraz w Telewizji Polskiej.
Był redaktorem naczelnym miesięcznika piłkarskiego "Super Gol" oraz komentatorem na kilku Igrzyskach Olimpijskich oraz Mistrzostwach Świata w piłce nożnej.
Działacz sportowy w kilku organizacjach pozarządowych, radny miasta Wrocław w I kadencji.
Od 2000 zajmuje się pracą naukową. Zajęcia jakie prowadzi to między innymi: encyklopedia sportu, sportowe warsztaty prasowe, warsztaty radiowe, historia sportu w mediach, język dziennikarstwa sportowego, dramaturgia transmisji sportowych.
W 2013 odznaczony Złotym Krzyżem Zasługi.

## Wybrane publikacje
- Marek Ordyłowski, Andrzej Ostrowski: 1000 lat wrocławskiego sportu. Wrocław: Sudety, 2002. ISBN 83-7349-005-1. Brak numerów stron w książce
- Andrzej Ostrowski: Dziennikarstwo sportowe. Wrocław: Dolnośląska Szkoła Wyższa Edukacji Towarzystwa Wiedzy Powszechnej, 2003. ISBN 83-89518-01-5. Brak numerów stron w książce
- hasła z zakresu kultury fizycznej w powstającej "Encyklopedii Dolnego Śląska" i encyklopedii "Who is Who w Polsce".
- Andrzej Ostrowski: Telewizyjna transmisja sportowa czyli Największy teatr świata. Wrocław: Wydawnictwo Naukowe Dolnośląskiej Szkoły Wyższej Edukacji TWP, 2007. ISBN 978-83-89518-59-0. Brak numerów stron w książce